# Italochrysa limbata
Italochrysa limbata is een insect uit de familie van de gaasvliegen (Chrysopidae), die tot de orde netvleugeligen (Neuroptera) behoort. 
Italochrysa limbata is voor het eerst wetenschappelijk beschreven door Navás in 1924.